# Penelope Frego
Penelope Frego (* 23. September 1992 in Bozen) ist eine italienische Schauspielerin und Hörspielsprecherin.

## Leben
Penelope Frego, deren Muttersprachen Deutsch und Italienisch sind, erlernte ihr künstlerisches Handwerk von 2013 bis 2017 an der Kölner Schauspielschule der Keller. Daneben besuchte sie ein Musicalseminar in ihrer Geburtsstadt und ließ sich in der Meisner-Technik ausbilden.
Erste Erfahrungen auf der Bühne machte Penelope Frego am Theater der Keller in Köln. Im Rahmen eines Schauspielworkshops trat sie 2018 am Stadttheater Bozen auf, 2020 war sie am Grenzlandtheater Aachen verpflichtet. Hier spielte sie die Figur der Corie Bratter in Neil Simons Komödie Barfuß im Park.
Eine von Fregos ersten Rollen vor der Kamera war in sechs Folgen die der Jolina in der vielfach ausgezeichneten Webserie Wishlist. 2019 wirkte sie in mehreren Episoden der Krimiserie Einstein mit.
Penelope Frego lebt in Köln und Bozen.

## Filmografie (Auswahl)
- 2017: Gute Arbeit Originals – APPSTINENZ
- 2018: Wishlist (7 Folgen)
- 2018: Head Full of Honey
- 2019: Einstein (4 Folgen)
- 2019: Vite in fuga (italienische Fernsehserie)
- 2020: Vier zauberhafte Schwestern
- 2020: Die Hochzeit
- 2020: Die Läusemutter – Die Glanz Methode
- 2020: Dunkelstadt – Masken
- 2020: Heldt – Treppe abwärts
- 2020: SOKO Köln – Techtelmechtel
- 2021: Start the fck up (Fernsehserie, 1 Folge)
- 2021: Moooment! Rassismusfreie Schule (KiKA)
- 2022: Hoganbiiki - il valore della sconfitta (Regie: Enzo Dino)
- 2022: Operation Hixit (Regie: Lars Oppermann)
- 2022: Mini Mocks (Comedy Central Italia, Comedy Central Deutschland)
- 2023: Girl You Know It’s True
- 2023: Unter Uns

## Hörspiele
- 2019: Georg K. Berres: Bestseller-Killer – Regie: Thomas Werner – WDR
- 2019: David Zane Mairowitz: Marlov in Jerusalem – Regie: Jörg Schlüter – WDR
- 2020: NN: Denn sie sterben jung – Regie: Matthias Kapohl – NDR